# Funiliomyces biseptatus
Funiliomyces biseptatus är en svampart som beskrevs av Aptroot 2004. Funiliomyces biseptatus ingår i släktet Funiliomyces och familjen Amphisphaeriaceae.   Inga underarter finns listade i Catalogue of Life.